# 乌特斯泰嫩遥远杆状菌
乌特斯泰嫩遥远杆状菌（学名：Abditibacterium utsteinense）是遥远杆状菌属的一个种。此菌是一种革兰氏阴性、需氧、寡营养的化能异养细菌。它只能在非常窄的pH范围内生长，并且仅使用有限数量的碳源，但其代谢也经过优化，适合在低营养环境中生存。此菌对抗生素和有毒化合物具有极强的抵抗力。此菌最初发现于东南极洲南龙达讷山脉乌特斯泰嫩岭。

## 发现
2009年南极夏季期间，研究人员在东南极洲南龙达讷山脉乌特斯泰嫩岭东部采集了一些陆地花岗岩样本。随后，研究人员使用低营养培养基，并通过一次针对需氧光养细菌的分离实验，成功从样本中分离出了乌特斯泰嫩遥远杆状菌。

## 生态环境
乌特斯泰嫩遥远杆状菌主要生活在南极洲。其分离地点的微生物群落几乎没有蓝藻，而酸杆菌则占主导地位。

## 系统分类
研究人员使用EzTaxon数据库对乌特斯泰嫩遥远杆状菌的16S rRNA基因序列进行分析，结果表明其与培养菌株的相似性较低。而与GreenGenes数据库中的环境序列进行比较，发现其与候选谱系FBP的基因序列相似度高达97.89%。研究人员通过ML树对其进一步分析，确定了该菌为候选门FBP的一个新成员。该菌与候选门FBP中已知的16S rRNA基因序列具有高达98.9%的最大序列相似性。基于这些结果，研究人员为该菌提出了新的属和种。

## 形态
乌特斯泰嫩遥远杆状菌的细胞宽度为0.6至1.0µm，长度约为0.65至1.3µm，并通过二分裂分裂细胞。用电子显微镜分析的超薄切片中并未观察到孢子或鞭毛，且其基因组中也未发现与孢子形成和鞭毛运动相关的基因。由于此菌生长非常缓慢，因此革兰氏染色结果不一致，但是，研究人员仍然透射电子显微镜观察到了革兰氏阴性细胞壁。其注释基因组中存在编码多种外膜蛋白的基因也证实了这一点。

## 特征
乌特斯泰嫩遥远杆状菌在有氧条件下生长温度范围为1至45°C，最适温度为18°C。在52°C以上或微需氧和厌氧条件下均不能生长，而低于1°C的生长无法测试。鉴于此菌在南极大量存在，因此可以假设其在零摄氏度下仍可生长。为了克服温度波动引起的环境压力，此菌含有几种冷休克蛋白和热休克蛋白。它广泛的温度适应范围使其能够应对较高的昼夜温度波动，根据未发表的实地观察，夏季温度波动高达每天30°C。
此菌的生长酸碱度范围在pH6.5至8.0之间，最佳生长pH值为7.0至7.5。在最佳pH范围之外，仅观察到微量的生长。此外，与之关系最近的培养菌株热玫瑰土地单胞菌类似，乌特斯泰嫩遥远杆状菌狭窄的最佳pH范围和底物利用谱表明其与环境高度耦合。在较窄的pH范围内生长表明该菌株可能在抵御外部pH变化的能力有限，仅适应相对稳定的环境pH。
此菌表现出有氧生活方式，在其身上发现的电子传递链证实了这一点，该链通过氧化磷酸化产生ATP。它的过氧化氢酶检测结果为阳性，氧化酶检测结果为阴性。其注释基因组中存在过氧化氢酶和锰过氧化氢酶，证实了过氧化氢酶的阳性结果。此外，其生长不需要氯化钠，在固体培养基中最多可容忍0.5%的氯化钠。所有的分析均表明此菌是一种专性需氧、化能异养且寡营养细菌，适合在南极极端生态环境中生存。此菌还会产生类胡萝卜素，可能是为了适应南极的恶劣环境和环境中的氧化以及辐射压力。

## 耐药性
实验室测试结果和基因组注释显示，乌特斯泰嫩遥远杆状菌对抗生素和有毒化合物具有高度耐药性。这一特性不仅解释了该菌株尽管生长极其缓慢，仍能够在其栖息地与其他生命形式竞争，还揭示了为什么这种细菌门类广泛存在于地球上各种极端或受污染的环境中。